# Hugo Weaving
Hugo Wallace Weaving AO (Ibadan, 4 de abril de 1960) é um ator e dublador anglo-australiano, nascido na Nigéria. Ele estudou na National Institute of Dramatic Art, Sydney. Desde então tem aparecido em numerosas produções de teatro e televisão. Atuou em mais de 80 filmes, da qual se destaca o seu personagem Agente Smith, da trilogia Matrix; Elrond na trilogia O Senhor dos Anéis; a voz de Megatron, em Transformers; V em V de Vingança; Caveira Vermelha em Capitão América: O Primeiro Vingador e de Tick/Mitzi Del Bra em Priscilla, a Rainha do Deserto.
Ele recebeu muitos prêmios em sua carreira, incluindo um Satélite Award, MTV Movie Award e vários Australian Film Institute Awards.

## Primeiros anos
Weaving nasceu no Hospital de Ensino da Universidade de Ibadan, em Ibadan, Estado de Oyo, na Colônia e Protetorado da Nigéria, de pais ingleses Anne (née Lennard), uma guia de turismo e ex-professora, e Wallace Weaving, um sismólogo. Sua avó materna era belga. Um ano após seu nascimento, sua família retornou a Inglaterra, vivendo em Bedford e em Brigghton antes de se mudarem para Melbourne e Sydney em Austrália; Joanesburgo na África do Sul; e retornando então a Inglaterra outra vez. Enquanto na Inglaterra, ele frequentou a Downs School, Wraxall, perto de Bristol, e Queen Elizabeth's Hospital. Sua família voltou para a Austrália em 1976, onde frequentou a Knox Grammar School, em Sydney. Ele se formou no Instituto Nacional de Arte Dramática de Sydney em 1981.

## Vida pessoal
Quando tinha 13 anos, Weaving foi diagnosticado com epilepsia. Ele está com sua namorada de longa data, Katrina Greenwood, desde 1984; os dois vivem em Sydney e têm dois filhos juntos, Harry (1989) e Holly (1993). Harry é um ator que usa o nome de palco, Harry Greenwood. Hugo também tem um irmão, Simon, e uma irmã, Anna Jane. Sua sobrinha, Samara Weaving, retratou Indigo Walker no longa australiano, Home and Away, e sua irmã mais nova Morgan se juntou ao elenco como Lottie Ryan. Em 2004, Weaving tornou-se um embaixador da organização australiana de direitos dos animais Voiceless, o instituto de proteção animal. Ele participa de eventos, promove Voiceless em entrevistas e auxilia na avaliação de seus subsídios anuais.

## Filmografia
- 1980 - …Maybe This Time - figurante
- 1983 - The City's Edge - Andy White
- 1984 - Bodyline - Douglas Jardine
- 1986 - For Love Alone - Johnathan Crow
- 1987 - Melba - Charles Armstrong
- 1987 - The Right Hand Man - Ned Devine
- 1988 - Dadah Is Death - Geoffrey Chambers
- 1988 - The Dirtwater Dynasty - Richard Eastwick
- 1989 - Bangkok Hilton - Richard Carlisle
- 1990 - …Almost - Jake
- 1991 - Proof - Martin
- 1992 - Road to Alice - Morris
- 1993 - Frauds - Jonathan Wheats
- 1993 - Reckless Kelly - Sir John
- 1993 - The Custodian - Det. Church
- 1993 - Seven Deadly Sins - Lust
- 1994 - Exile - Innes
- 1994 - The Adventures of Priscilla, Queen of the Desert - Anthony 'Tick' Belrose/Mitzi Del Bra
- 1994 - What's Going On, Frank?
- 1995 - Bordertown - Kenneth Pearson
- 1995 - Babe - voz de Rex, o cão pastor
- 1996 - Naked: Stories of Men - Episode "Coral Island" - Martin Furlong
- 1996 - The Bite - Jack Shannon
- 1997 - True Love and Chaos - Morris
- 1997 - Halifax f.p: Isn't It Romantic - Det. Sgt. Tom Hurkos
- 1997 - Frontier - Governador Arthur
- 1998 - Babe: Pig in the City - voz de Rex, o cão pastor
- 1998 - Bedrooms and Hallways - Jeremy
- 1998 - The Interview - Eddie Rodney Fleming
- 1998 - The Kiss - Barry
- 1999 - Strange Planet - Steven
- 1999 - Little Echo Lost - Echo Man
- 1999 - The Matrix - Agente Smith
- 2001 - The Lord of the Rings: The Fellowship of the Ring - Elrond
- 2001 - Russian Doll - Harvey
- 2001 - The Old Man Who Read Love Stories - Rubicondo (Dentist)
- 2002 - The Lord of the Rings: The Two Towers - Elrond
- 2003 - The Lord of the Rings: The Return of the King - Elrond
- 2003 - The Matrix Reloaded - Agente Smith
- 2003 - The Matrix Revolutions - Agente Smith
- 2003 - After the Deluge - Martin Kirby
- 2004 - Peaches - Alan
- 2004 - Everything Goes - Ray
- 2005 - Little Fish - Dawson
- 2005 - V for Vendetta - V
- 2006 - Happy Feet - Noah (voz)
- 2007 - The Key Man - Vincent
- 2007 - Transformers - Megatron (Voz)
- 2008 - The Tender Hook - McHeart
- 2009 - Transformers: Revenge of the Fallen - Megatron (Voz)
- 2009 - Last Ride - Kev
- 2010 - The Wolfman - Inspetor Frederick Abberline
- 2010 - Oranges and Sunshine
- 2010 - Legend of the Guardians: The Owls of Ga'Hoole - (Voz)
- 2011 - Transformers: Dark of the Moon - Megatron (Voz)
- 2011 - Captain America: The First Avenger - Johann Schmidt/Caveira Vermelha
- 2011 - Happy Feet Two - Noah
- 2012 - Cloud Atlas - Velho Georgie, Enfermeira Noakes, Bill Smoke, Tadeusz Kesselring,Mephi e  Haskell Moore
- 2012 - The Hobbit: An Unexpected Journey - Elrond
- 2013 - Mystery Road - Johnno
- 2013 - The Hobbit: The Desolation of Smaug - Elrond
- 2014 - The Hobbit: The Battle of the Five Armies - Elrond
- 2015 - Strangerland - David Rae
- 2016 - Hacksaw Ridge - Tom Doss
- 2018 - Mortal Engines - Thaddeus Valentine